# Stazione di Lisbona Rossio
La stazione di Lisbona Rossio (in portoghese estação do Rossio, in origine estação Central de Lisboa) è una stazione ferroviaria di Lisbona, Portogallo.

## Storia
La stazione fu commissionata dalla Companhia Real dos Caminhos de Ferro Portugueses e fu progettata tra il 1886 e il 1887 dall'architetto portoghese José Luís Monteiro. Fu costruita in una delle piazze più importanti di Lisbona, il Rossio, e collegava la capitale alla regione di Sintra.
La struttura fu completata nel 1890 e subito dopo fu aperta anche la linea di cintura con un collegamento con la Linea del Nord. Sidónio Pais, il quarto presidente del Portogallo, fu assassinato nella stazione del Rossio nel dicembre 1918. La stazione rimase il principale terminale passeggeri di Lisbona fino al 1957. Da quella data in poi infatti solo pochi treni a lunga percorrenza, principalmente servizi della Ferrovia dell'Ovest, terminarono la loro corsa al Rossio.
La stazione è stata chiusa ai servizi ferroviari dal 22 ottobre 2004 al 12 febbraio 2008 per lavori di rinnovo del tunnel.